# Джон Коллінз (коктейль)

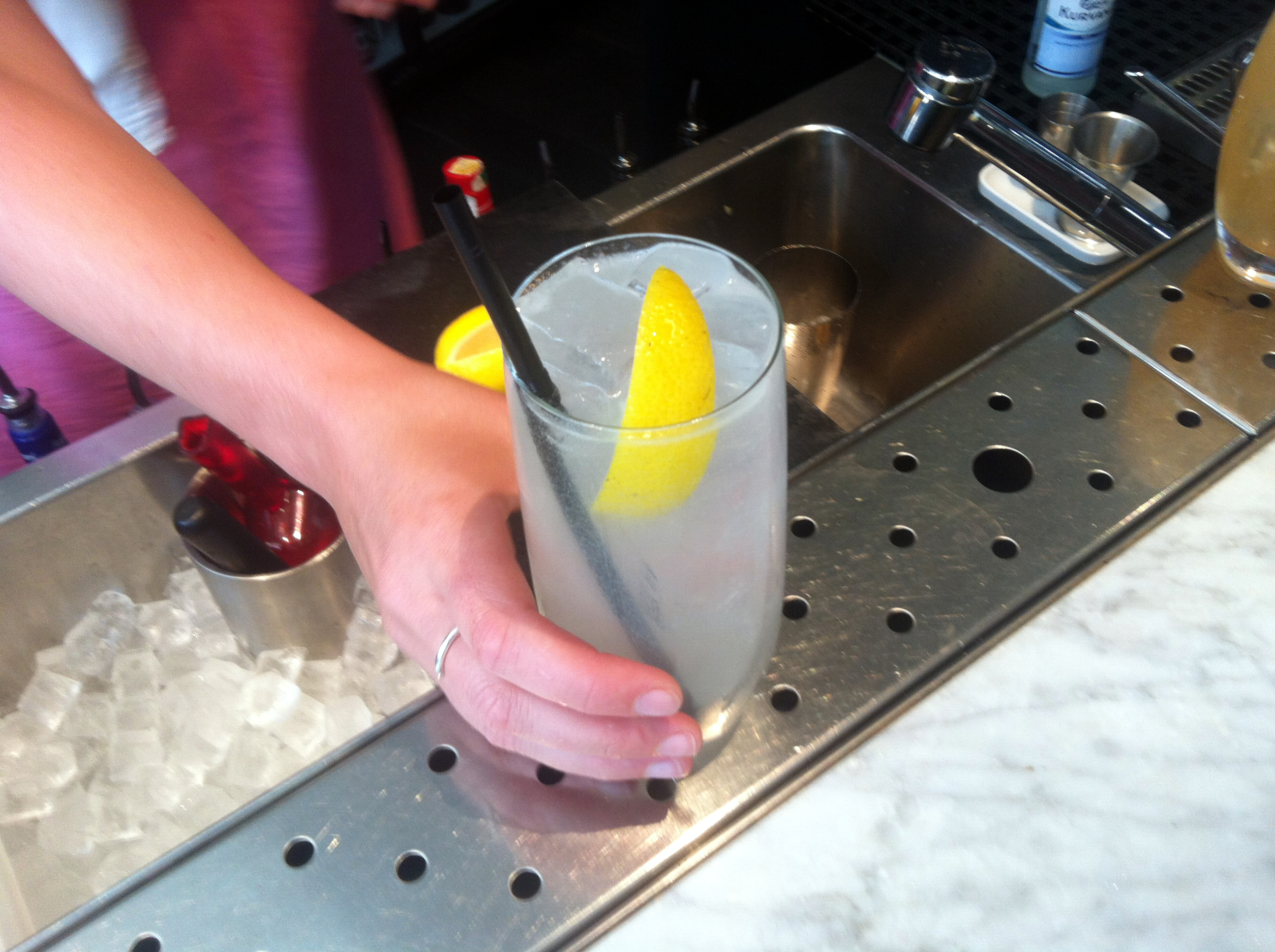
Коктейль «Джон Коллінз»

Джон Коллінз (англ. John Collins) — алкогольний коктейль на основі джина, лимонного соку, цукрового сиропу та газованої води. Класифікується як лонґ дрінк (англ. long drink). Належить до офіційних напоїв Міжнародної асоціації барменів (IBA), категорія «Незабутні» (англ. The Unforgettables). При використанні джина Old Tom має назву «Том Коллінз».

## Історія
Перша публікація рецепта коктейлю відноситься до 1869 року, проте вважається, що він був відомий і раніше. Назву коктейлю пов'язують з ім'ям метрдотеля, який працював в готелі Limmer's Old House на Кондуїт-стріт в лондонському районі Мейфер, пік популярності якого припав на 1790—1817 роки.
Точна вказівка марки джина — Old Tom — в рецепті 1869 року є ймовірною причиною, чому в рецепті Джеррі Томаса 1876 року назва коктейлю було змінено на «Том Коллінз». У більш ранніх версіях цього пуншу, ймовірно, використовувався женевер.

## Спосіб приготування
Склад коктейлю «Джон Коллінз»:
- джин — 45 мл (4,5 cl);
- лимонний сік — 30 мл (3 cl);
- цукровий сироп — 15 мл (1,5 cl);
- содова вода — 60 мл (6 cl).

Джин, сироп і сік змішують в келиху, потім заливають зверху газованою водою. Готовий коктейль прикрашають гарніром з часточки лайма і коктейльної вишні.